# Лаготьер, Ришар
Огю́ст-Риша́р Лаготье́р (фр. Auguste-Richard de La Hautière или Richard Lahautière; 21 мая 1813, Париж — 27 июня 1882, Вандом) — французский публицист, адвокат, социалист (обычно относимый к необабувистам, развивавшим учение Гракха Бабёфа и Филиппо Буонарроти).
Его коммунистические идеи были изложены им в журнале «Egalité» (1839) и «Fraternité» (с 1841), а также в сочинениях: «Les déjeuners de Pierre» (1841) и «De la loi sociale» (1841).
Коммунизм Лаготьер понимал как «распределение труда согласно силам, пищи — согласно потребностям, образования — согласно способностям». Государство одно должно владеть орудиями производства и распределять между гражданами работу и пищу; труд обязателен для всех. Развод допускается. Учреждениям, однако, Лаготьер придает меньше значения, чем чувству любви и преданности. По своему образу мыслей приближаясь к Кабэ, Лаготьер не был его слепым сторонником. В целом Лаготьер занимал промежуточное место между коммунистами сентиментальными, по типу Кабе, и коммунистами-материалистами, вроде Дезами.

## Труды
- Études et souvenirs, poésies (sous le nom de Richard de La Hautière, précédées d’une lettre de l’habitant des Landes), Париж, Rouanet, 1840, 84 p.
- Petit catéchisme de la réforme sociale (suivi de la relation du procès, et de quelques notes extraites des défenses présentées en faveur de l’Intelligence, par MM. Richard Lahautière et Choron, anciens rédacteurs de ce journal), Senlis, juin 1839
- Réponse philosophique (sous titre: «à un article sur le babouvisme, publié par M. Thoré, dans le Journal du peuple»), Париж, Rouanet, janvier 1840
- Boulets rouges (brochure, en collaboration avec Кабе, Этьен), Париж, Fiquet, 1840
- Deux sous pour les bastilles, s’il vous plaît (brochure), Париж, Fiquet, 1840
- De la Loi sociale, Париж, Prévot, 1841, 95 p.
- Les Déjeuners de Pierre, dialogues, Париж, l’auteur, 1841, 4 livres en 1 vol.
- Causerie sur Ronsard : un sonnet sur Ronsard et une chanson de Béranger, Вандом, imprimerie de Lemercier, 1863, 16 p.
- Тибулл, livre I, élégie X, (traduction en vers),Вандом, imprimerie de Lemercier, 1864, 7 p.
- Poésies, Vendôme, imprimerie de Lemercier, 1866, 7 p.
- Étude biographique sur M. Hte de La Porte, Вандом, Devaure-Henrion, 1868, 32 p.
- Élégies de Tibulle (traduction en vers), Вандом, imprimerie de Lemercier et fils, 1879, 9 p.
- Rimes détachées, Вандом, imprimerie de Lemercier et fils, 1881, 4 p.
- Première jeunesse, illusions. — Dix ans après, désillusions, Вандом, imprimerie de Lemercier, 1882, 8 p.